# Nototriche coactilis
Nototriche coactilis är en malvaväxtart som beskrevs av Arthur William Hill. Nototriche coactilis ingår i släktet Nototriche och familjen malvaväxter. Inga underarter finns listade i Catalogue of Life.